# Dimanche du Paralytique
Le dimanche du Paralytique est une fête célébrée dans les Églises d'Orient – Églises orthodoxes et Églises catholiques de rite byzantin – le quatrième dimanche de Pâques (P + 21).

## Source
Cette fête commémore les miracles de Jésus et en particulier celui du Paralytique, narré dans Jean 5:1-15 :
« 
5.2 Or, à Jérusalem, près de la porte des brebis, il y avait un bassin 

qui en hébreu s'appelle Bethésda et qui a cinq portiques.

5.3 Sous ces portiques étaient couchés en grand nombre des malades, des aveugles, 

des boiteux, des paralytiques qui attendaient le mouvement de l'eau :

5.4 car un ange descendait de temps en temps dans le bassin et agitait l'eau ; 

et celui qui y descendait le premier après que l'eau ait été agitée était guéri, 

quelle fut sa maladie.

5.5 Là se trouvait un homme malade depuis trente-huit ans.

5.6 Jésus l'ayant vu couché, et sachant qu'il était malade depuis longtemps, 

lui dit : Veux-tu être guéri ?

5.7 Le malade lui répondit : Seigneur, je n'ai personne pour me jeter dans le 

bassin quand l'eau est agitée et, pendant que j'y vais, un autre descend avant moi.

5.7 Lève-toi, lui dit Jésus, prends ton lit et marche.

5.8 Aussitôt cet homme fut guéri, prit son lit et marcha…
 »
— D'après la traduction de Louis Second, 1910.

## Interprétation
Le kontakion de ce jour demande à Jésus d'élever l'âme des fidèles « paralysés par leurs pêchés et leurs actes irréfléchis ».
La signification symbolique de cette fête est que l'homme abaissé par le pêché originel peut se redresser grâce au Messie qui l'a racheté.